# Emil Lindh
Emil Alexander Lindh, född 15 april 1867 i Helsingfors, död 3 september 1937 i Helsingfors, var en finländsk skådespelare.

## Biografi
Lindh fick sin utbildning vid August Arppes elevskola 1885–1887, och var engagerad vid Arppes opera vid två uppsättningar och turnerade åren 1890–1894 med dennes operasällskap. Därefter var han anställd vid Svenska Teatern till sin död 1937 vid 70 års ålder.
Hans rollfack var den enkle hedersmannen. Genom sitt breda gemyt och sin personliga pondus levandegjorde han en rad finländska typer. Lindhs glansroller var kamrer Svennberg i Inspektorn på Siltala av Hjalmar Procopé och som Larsson i Regina von Emmeritz av Zachris Topelius.
Emil Lindh var make till Agnes Lindh.

## Teater

### Roller
| År   | Roll                                               | Produktion                                                                       | Regi               | Teater                       |
| ---- | -------------------------------------------------- | -------------------------------------------------------------------------------- | ------------------ | ---------------------------- |
| 1916 | Grosshandlare Werle                                | Vildanden Henrik Ibsen                                                           |                    | Svenska Teatern, Helsingfors |
| 1917 | Christian Tschöll, kejserlig hovkristallglasmakare | Jungfruburen (Das Dreimäderlhaus) Alfred Maria Willner och Heinz Reichert        |                    | Svenska Teatern, Helsingfors |
| 1926 | Dumont, grevens kammartjänare                      | De nya herrarna (Les Nouveaux Messieurs) Robert de Flers och Francis de Croisset | Harry Roeck-Hansen | Svenska Teatern, Helsingfors |
| 1927 | Doktorn                                            | Nu kommer madame (Enter Madame) Gilda Varesi och Dolly Byrne                     | Tollie Zellman     | Svenska Teatern, Helsingfors |
| 1929 | Rosenstein, antikvitetshandlare                    | Patrasket Hjalmar Bergman                                                        | Tollie Zellman     | Svenska Teatern, Helsingfors |
| 1929 | Matthias Kopparslant                               | Tiggaroperan (Die Dreigroschenoper) Bertolt Brecht och Kurt Weill                | Nicken Rönngren    | Svenska Teatern, Helsingfors |